# Little Miss Sunshine
Little Miss Sunshine (bra: Pequena Miss Sunshine; prt: Uma Família à Beira de um Ataque de Nervos) é um filme norte-americano de 2006 dirigido pelo casal Jonathan Dayton e Valerie Faris. O filme foi escrito por Michael Arndt e estrelado por Greg Kinnear, Steve Carell, Toni Collette, Paul Dano, Abigail Breslin e Alan Arkin. Com um orçamento de oito milhões de dólares, foi gravado durante um período de trinta dias no Arizona e no sul da Califórnia.
O filme estreou no Festival Sundance de Cinema em 20 de janeiro de 2006, com seus direitos de distribuição comprados pela Fox Searchlight Pictures em um dos acordos mais caros da história do festival. Ele foi lançado de forma limitada nos Estados Unidos em 26 de julho, e mais tarde teve um lançamento geral em 18 de agosto.
Little Miss Sunshine foi aclamado pela crítica e arrecadou pouco mais de cem milhões de dólares em bilheteria. Foi indicado a quatro Oscars, vencendo em duas indicações: Melhor Roteiro Original para Arndt e Melhor Ator Coadjuvante para Arkin. O filme também venceu o Independent Spirit Award de Melhor Filme além de  vários outros prêmios.
O filme é considerado um clássico da comédia e uma das maiores surpresas cinematográfica por ser feito por diretores e roteirista ambos iniciantes.

## Sinopse
Diante de uma situação familiar pouco estável, com cada membro da família com suas peculiares diferenças e problemas, surge a notícia que Olive (Abigail Breslin) foi classificada no concurso "A Pequena Miss Sunshine" na Califórnia. Sai então toda a família: O avô paterno de Olive (Alan Arkin), que ensaia todos os dias a neta para o concurso e que foi expulso de uma casa de repouso pelo uso de drogas; o pai Richard (Greg Kinnear) que vende um programa de auto-ajuda para quem quer ser um vencedor, apesar de não obter muito êxito com isso; a mãe típica (Toni Collette), que valoriza a honestidade, mas que de contrapartida é uma fumante compulsiva que desmente tal hábito; o tio Frank (Steve Carell), irmão da mãe de Olive, gay que acaba de tentar um suicídio (por isso é recomendado ficar com a família); e o irmão mais velho Dwayne (Paul Dano), o típico jovem roqueiro, filosófico e revoltado, que obcecado em ser piloto da Força Aérea, faz um "voto de silêncio" até conseguir sê-lo. Todos juntos precisam levar a pequena Olive, sonhadora e desengonçada, com o único meio de locomoção que pode levar toda a família, uma Kombi amarela bastante usada. Na viagem de três dias entre o Novo México e a Califórnia, eles passam por diversos momentos de alegria, tristeza e descobertas.

## Elenco
| Ator / Atriz    | Personagem                 |
| --------------- | -------------------------- |
| Abigail Breslin | Olive Hoover               |
| Greg Kinnear    | Richard Hoover             |
| Toni Collette   | Sheryl Hoover              |
| Paul Dano       | Dwayne Hoover              |
| Steve Carell    | Frank Ginsberg             |
| Alan Arkin      | Edwin Hoover               |
| Bryan Cranston  | Stan Grossman              |
| Dean Norris     | Policial Estadual McCleary |
| Wallace Langham | Kirby                      |
| Beth Grant      | Jenkins                    |
| Jill Talley     | Kirk                       |
| Matt Winston    | Apresentador               |

## Produção

### Roteiro e desenvolvimento
O roteiro foi escrito por Michael Arndt e era originalmente ambientado em uma viagem pela estrada da costa leste de Maryland para a Florida, mas foi transferida para uma viagem do Novo México para a Califórnia por causa de problemas de orçamento. Arndt começou o roteiro em 23 de maio de 2000 e completou o primeiro esboço até três dias depois. Ele tinha inicialmente planejado filmar o próprio filme, investindo milhares de dólares e usando uma câmera de vídeo comum. Em vez disso, ele deu o roteiro para produtores Ron Yerxa e Albert Berger, que se juntaram com Deep River Productions para encontrar um diretor potencial.
Os produtores se reuniram com os diretores Dayton e Faris, produziram uma eleição e por sua vez deram o roteiro para eles lerem em 2001. Os diretores comentaram mais tarde sobre o roteiro afirmando: "Este filme realmente atingiu um acorde. Nós sentimos como se ele tivesse sido escrito para nós." O roteiro foi comprado pela primeira vez pela roteirista Arndt por 250 mil dólares estadunidenses para Marc Turtletaub, um dos produtores do filme, em 21 de dezembro de 2001. Yerxa e Berger permaneceram como produtores pois eram responsáveis por encontrar os diretores e diretor de fotografia, auxiliando na refilmagem e terminando, e ajudando a trazer o filme para o Festival de cinema de Sundance.
O filme foi enviado para vários estúdios, e o único estúdio interessado foi a Focus Features que queria filmar no Canadá. Após o estúdio tentar ter o filme mais centrado no personagem Richard Hoover, e Arndt discordando, ele foi demitido e substituído por um outro escritor. O novo escritor adicionou várias cenas, incluindo o confronto de Richard com o personagem que rejeita o seu negócio com a técnica de motivação. A mudança corporativa trouxe um novo chefe de estúdio e Arndt foi recontratado quando o novo escritor estava a quatro semanas de reescrevendo o roteiro. Depois de dois anos de pré-produção, a Focus Features comprou o filme em agosto de 2004. Marc Turtletaub pagou 400 mil para a Focus Features para comprar de volta os direitos para o filme e para os custos de desenvolvimento. Ele também pagou o orçamento de 8 milhões, permitindo em seguida, o início das gravações.

### Gravações
A fotografia principal começou em 6 de junho de 2005. As filmagens ocorreram mais de 30 dias no Arizona e no sul da Califórnia, com cenas filmadas em harmonia com a ordem cronológica do roteiro. Arndt re-escreveu o fim para o filme seis semanas antes do lançamento no Festival de Sundance, e isso foi filmado em dezembro de 2005. A pós-produção foi concluída quatro dias antes de sua triagem em nove telas no Festival de Sundance, onde teve a sua estreia. O filme foi dedicado a Rebecca Annitto, a sobrinha do produtor Peter Saraf e um extra em cenas passadas na lanchonete e loja de conveniência, que foi morta em um acidente de carro em 14 de setembro de 2005.

### Volkswagen T2 Microbus
Cinco vans modificadas foram utilizadas durante as filmagens para capturar os vários ângulos dos personagens. Ao escrever o roteiro, Arndt escolheu o Volkswagen T2 Microbus para a viagem de estrada com base em sua experiência com o veículo e sua praticidade para as filmagens: "Lembro-me de pensar, é uma viagem, o veículo que você está indo colocá-los nela? E [o] ônibus VW só parecia lógico, só porque você tem esses tetos altos e essas linhas de visão limpa onde você pode colocar a câmera. No pára-brisa dianteiro olhando para trás e vendo todo mundo."

## Recepção
Little Miss Sunshine recebeu críticas geralmente positivas. Tem 91% de aprovação no "Rotten Tomatoes", com este número, o site chegou ao consenso: "Little Miss Sunshine é vencedor graças a um forte elenco que inclui Greg Kinnear, Toni Collette, Paul Dano, Alan Arkin e Abigail Breslim que é tão bom quanto seu roteiro deliciosamente engraçado." No Metacritic tem uma pontuação de 80/100.

## Premiações
Oscar 2007
| Ano  | Categoria                | Notas                 | Resultado |
| ---- | ------------------------ | --------------------- | --------- |
| 2007 | Melhor Filme             | Pequena Miss Sunshine | Indicado  |
| 2007 | Melhor Ator Coadjuvante  | Alan Arkin            | Venceu    |
| 2007 | Melhor Atriz Coadjuvante | Abigail Breslin       | Indicado  |
| 2007 | Melhor Roteiro Original  | Michael Arndt         | Venceu    |

Globo de Ouro 2007
| Ano  | Categoria                          | Notas                 | Resultado |
| ---- | ---------------------------------- | --------------------- | --------- |
| 2007 | Melhor Filme de Comédia ou Musical | Pequena Miss Sunshine | Indicado  |
| 2007 | Melhor Atriz (Comédia ou Musical)  | Toni Collette         | Indicado  |

Screen Actors Guild Awards 2007
| Ano  | Categoria                             | Notas                                                                              | Resultado |
| ---- | ------------------------------------- | ---------------------------------------------------------------------------------- | --------- |
| 2007 | Melhor Ator (Coadjuvante/Secundário)  | Alan Arkin                                                                         | Indicado  |
| 2007 | Melhor Atriz (Coadjuvante/Secundária) | Abigail Breslin                                                                    | Indicado  |
| 2007 | Melhor Elenco                         | Greg Kinnear, Toni Collette, Abigail Breslin, Paul Dano, Alan Arkin e Steve Carell | Venceu    |

BAFTA (Grã-Bretanha) 2007
| Ano  | Categoria                | Notas                           | Resultado |
| ---- | ------------------------ | ------------------------------- | --------- |
| 2007 | Melhor Filme             | Pequena Miss Sunshine           | Indicado  |
| 2007 | Melhor Diretor           | Jonathan Dayton e Valerie Faris | Indicado  |
| 2007 | Melhor Ator Coadjuvante  | Alan Arkin                      | Venceu    |
| 2007 | Melhor Atriz Coadjuvante | Abigail Breslin                 | Indicado  |
| 2007 | Melhor Atriz Coadjuvante | Toni Collette                   | Indicado  |
| 2007 | Melhor Roteiro Original  | Michael Arndt                   | Venceu    |

Independent Spirit Awards 2007
| Ano  | Categoria                 | Notas                           | Resultado |
| ---- | ------------------------- | ------------------------------- | --------- |
| 2007 | Melhor Filme Independente | Pequena Miss Sunshine           | Venceu    |
| 2007 | Melhor Direção            | Jonathan Dayton e Valerie Faris | Venceu    |
| 2007 | Melhor Ator Coadjuvante   | Alan Arkin                      | Venceu    |
| 2007 | Melhor Ator Coadjuvante   | Paul Dano                       | Indicado  |
| 2007 | Melhor Atriz Coadjuvante  | Abigail Breslin                 | Indicado  |
| 2007 | Melhor Roteiro Original   | Michael Arndt                   | Venceu    |

MTV Movie Awards 2007
| Ano  | Categoria        | Notas                 | Resultado |
| ---- | ---------------- | --------------------- | --------- |
| 2007 | Melhor Filme     | Pequena Miss Sunshine | Indicado  |
| 2007 | Melhor Revelação | Abigail Breslin       | Venceu    |

César (França) 2007
| Ano  | Categoria                | Notas                 | Resultado |
| ---- | ------------------------ | --------------------- | --------- |
| 2007 | Melhor Filme Estrangeiro | Pequena Miss Sunshine | Venceu    |